# Louisville Metro Hall
 

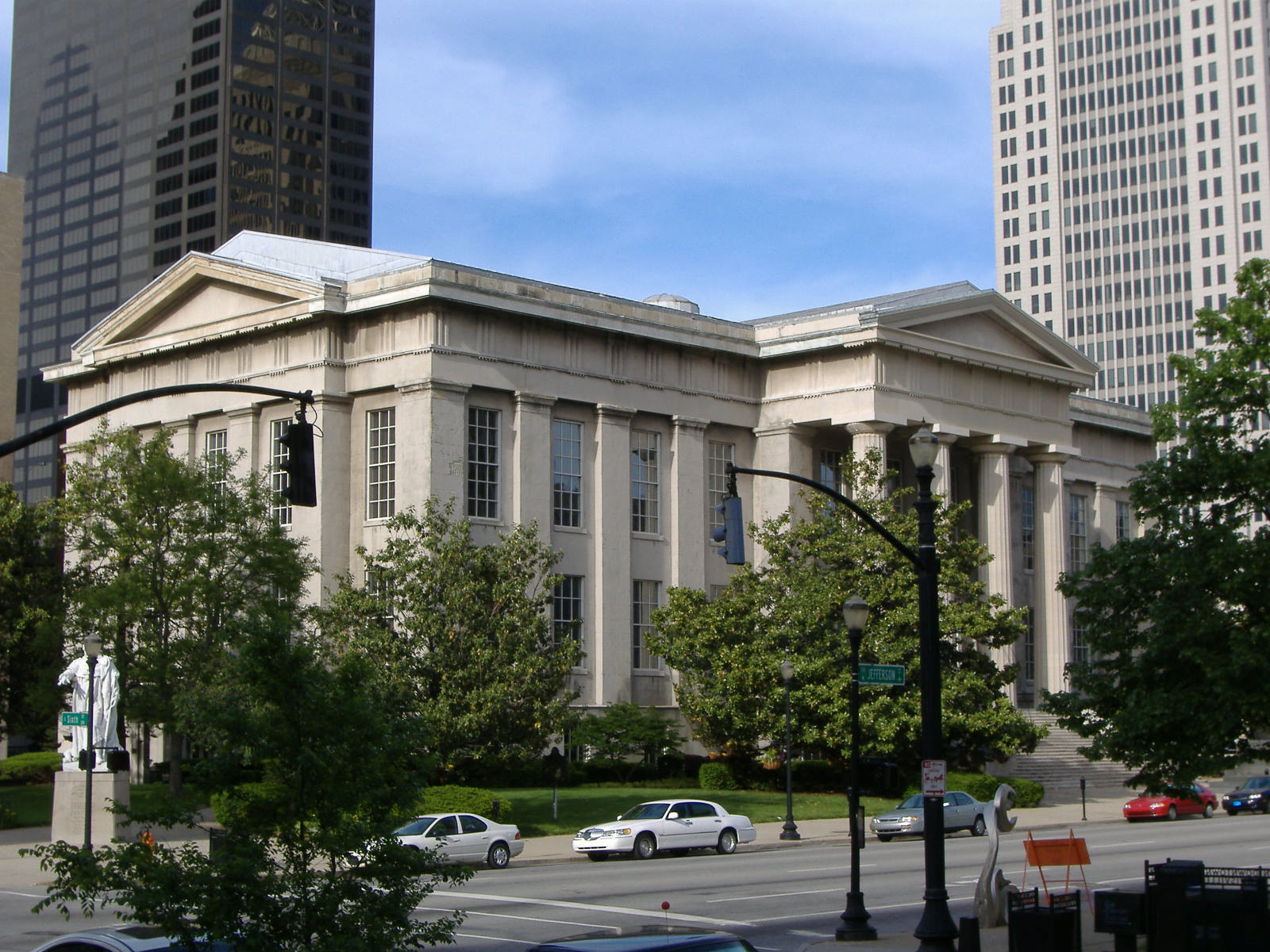
Louisville Metro Hall.

Le Louisville Metro Hall, anciennement Jefferson County Courthouse, est le siège du gouvernement de la métropole de Louisville. Le bâtiment fait partie du Registre national des lieux historiques depuis le 10 avril 1972. Sa construction débuta en 1837. Dès 1842, la cité de Louisville et le comté de Jefferson (dont Louisville est le siège) ont utilisé l'édifice. Celui-ci possède dix niveaux et une surface totale de 262 920 m².

## Description
L'architecte Gideon Shryock, avait imaginé un bâtiment possédant six colonnes de style dorique, une coupole et des portiques sur les ailes. Le bâtiment souhaité devait avoir des métopes, des frises avec entablement plein et des pilastre positionnés régulièrement. Shryock abandonna le projet en 1842 et celui-ci ne fut complété totalement qu'en 1860 par l'ingénieur Albert Fink. Fink a réduit le nombre de colonnes et n'a pas mis les portiques et la coupole. Le journal local Louisville Daily Journal parla de monstruosité.

## Histoire
Le commerce des esclaves se tenait dans ce bâtiment durant les années 1840. Paradoxalement, des débats s'y déroulaient pour abolir celui-ci.
Lors de la construction du bâtiment, on espérait qu'il abriterait le gouvernement du Kentucky. Il s'agissait de la volonté du politicien James Guthrie, mais vu que la capitale se trouvait dans la ville de Frankfort, on parlait de cette affaire de « Folie de Guthrie ». Le bâtiment avait toutefois été utilisé par le gouvernement de l'état lorsque la ville de Frankfort fut envahie par l'armée confédérée durant la guerre de Sécession. Après un incendie en 1905, le bâtiment fut rénové par Brinton Davis.
Lors de sa visite de Louisville en 1948, Frank Lloyd Wright dit en parlant du bâtiment : « L'architecture de Louisville représente la qualité du vieux Sud ; nous ne devrions plus construire de tels bâtiments mais nous devrions préserver ceux déjà construits. ». Le bâtiment avait en effet manqué d'être démoli lors d'une politique de renouveau urbain quelques années plus tôt.
Des améliorations furent apportées ensuite avec la pose de la statue de Henry Clay, faite par Joel T. Hart mais aussi lors de grosses rénovations dans les années 1980.
Depuis la fusion du gouvernement de Louisville avec le comté de Jefferson en 2003, le bâtiment se nomme Louisville Metro Hall. Il accueille depuis les bureaux du maire de la zone métropolitaine composée des deux entités. On y trouve également la cour d'appel et la cour suprême de Justice du Kentucky.

## Statue

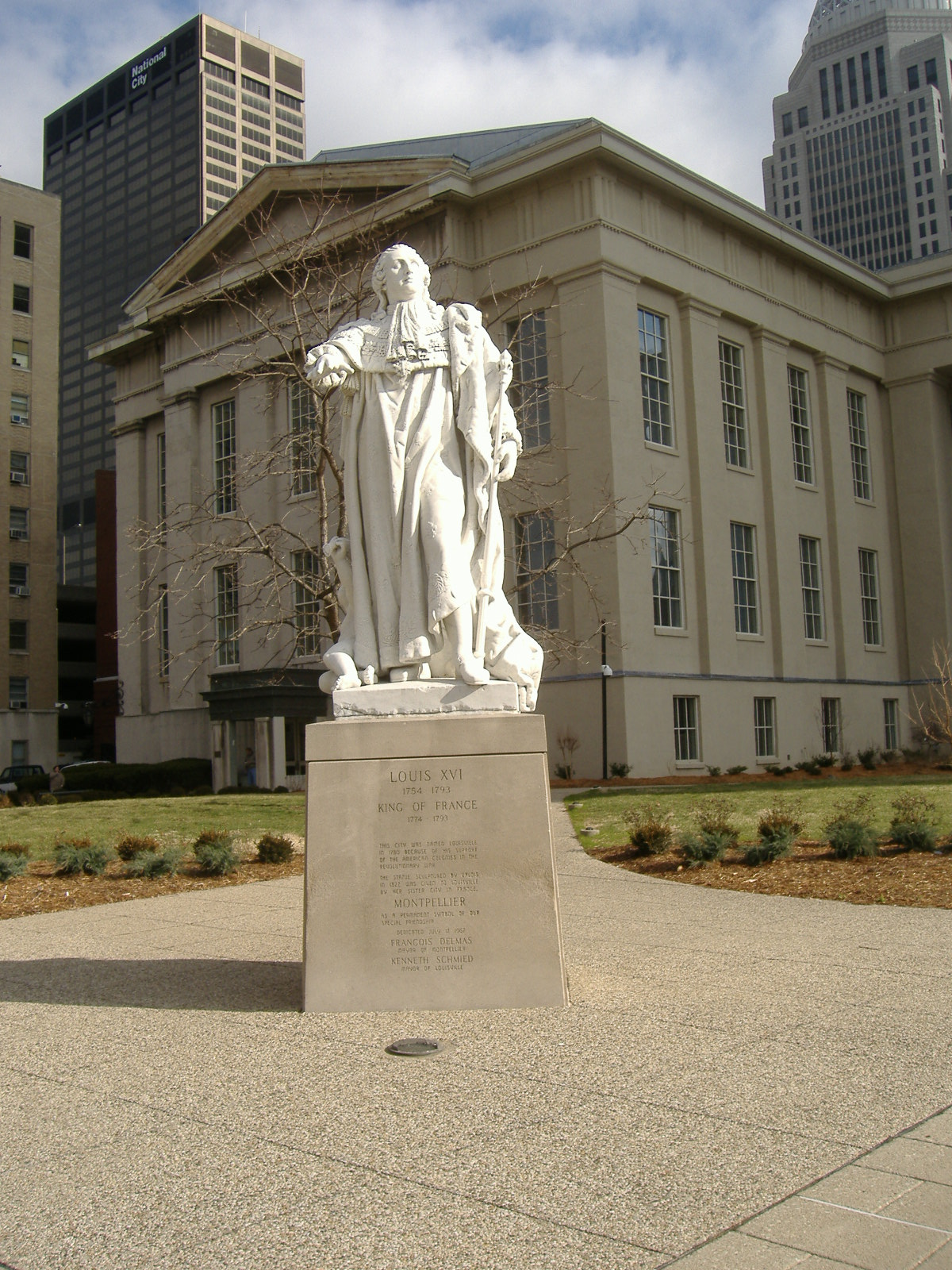
Statue de Louis XVI

À l'extérieur de l'édifice se trouvent deux statues importantes. Sur la face avant se trouve la statue de Thomas Jefferson réalisée par Moses Ezekiel et offerte à la cité en 1901 ,.
La seconde statue, au carrefour entre la sixième rue et la rue Jefferson, représente le roi de France Louis XVI. Elle a été offerte le 17 juillet 1967 par la ville jumelée de Montpellier en France. Lors de la cérémonie, devant 300 dignitaires français et américains, la statue fut présentée par le maire français François Delmas au maire de Louisville Kenneth Schmied. Elle fut sculptée en 1827 par Achille Valois en faveur de la fille du roi Marie-Thérèse, et placée à Montpellier. Elle fut ensuite déplacée dans une base militaire afin de la protéger durant la Révolution française. Elle fut ensuite replacée à l'université de Montpellier avant d'être stockée dans les archives de la ville. En 1899, la statue fut trouvée avec un bras cassé mais ne fut pas réparée. Elle resta là jusqu'en 1966 lorsque l'on décida de l'offrir à la cité de Louisville. Faite de marbre de Carrare, elle pèse neuf tonnes et fait environ quatre mètres de haut,. Elle est en partie mutilée par un manifestant lors des émeutes qui surviennent à Louisville le 28 mai 2020.

## Galerie

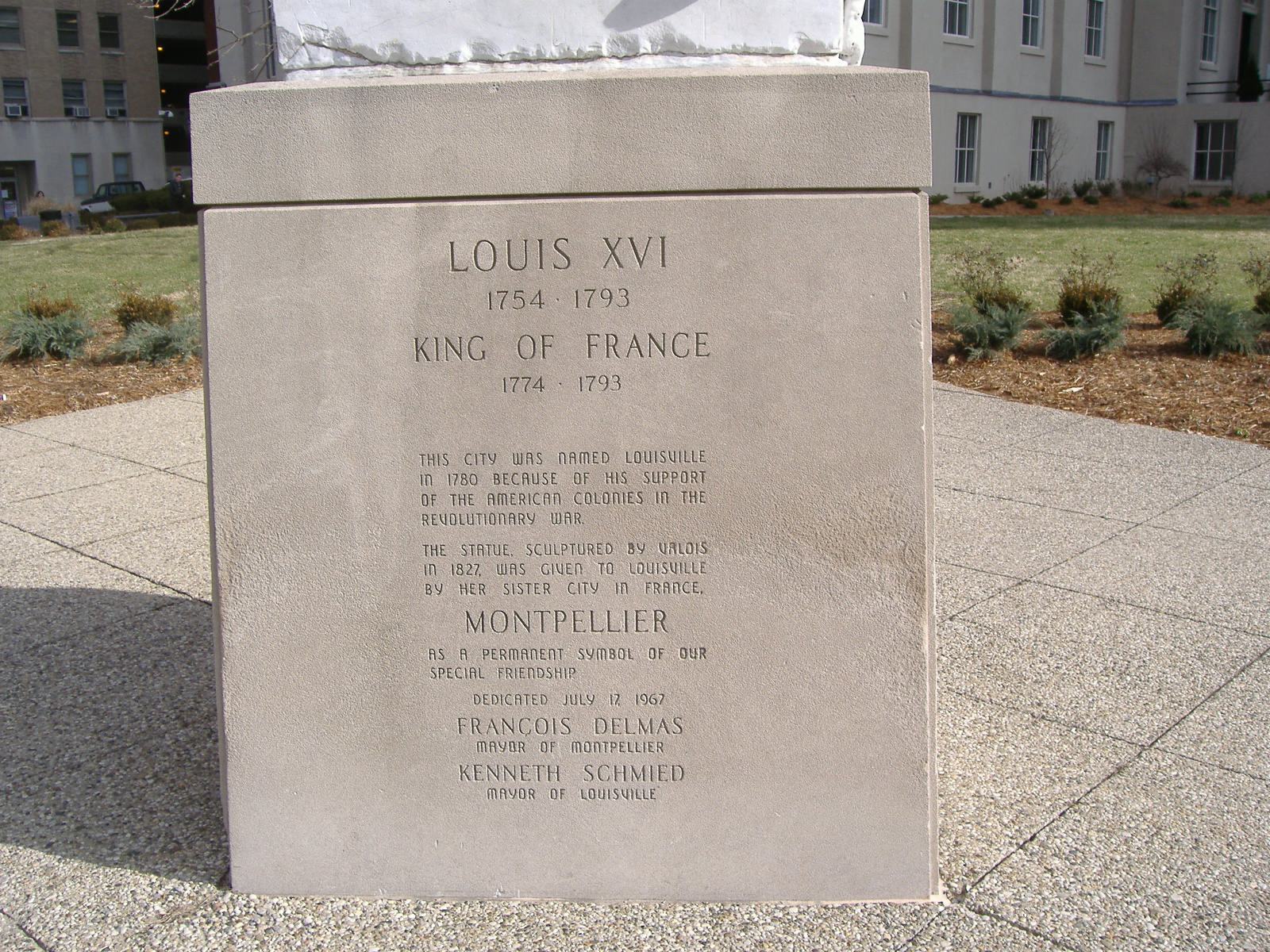
Piédestal de la statue du roi Louis XVI
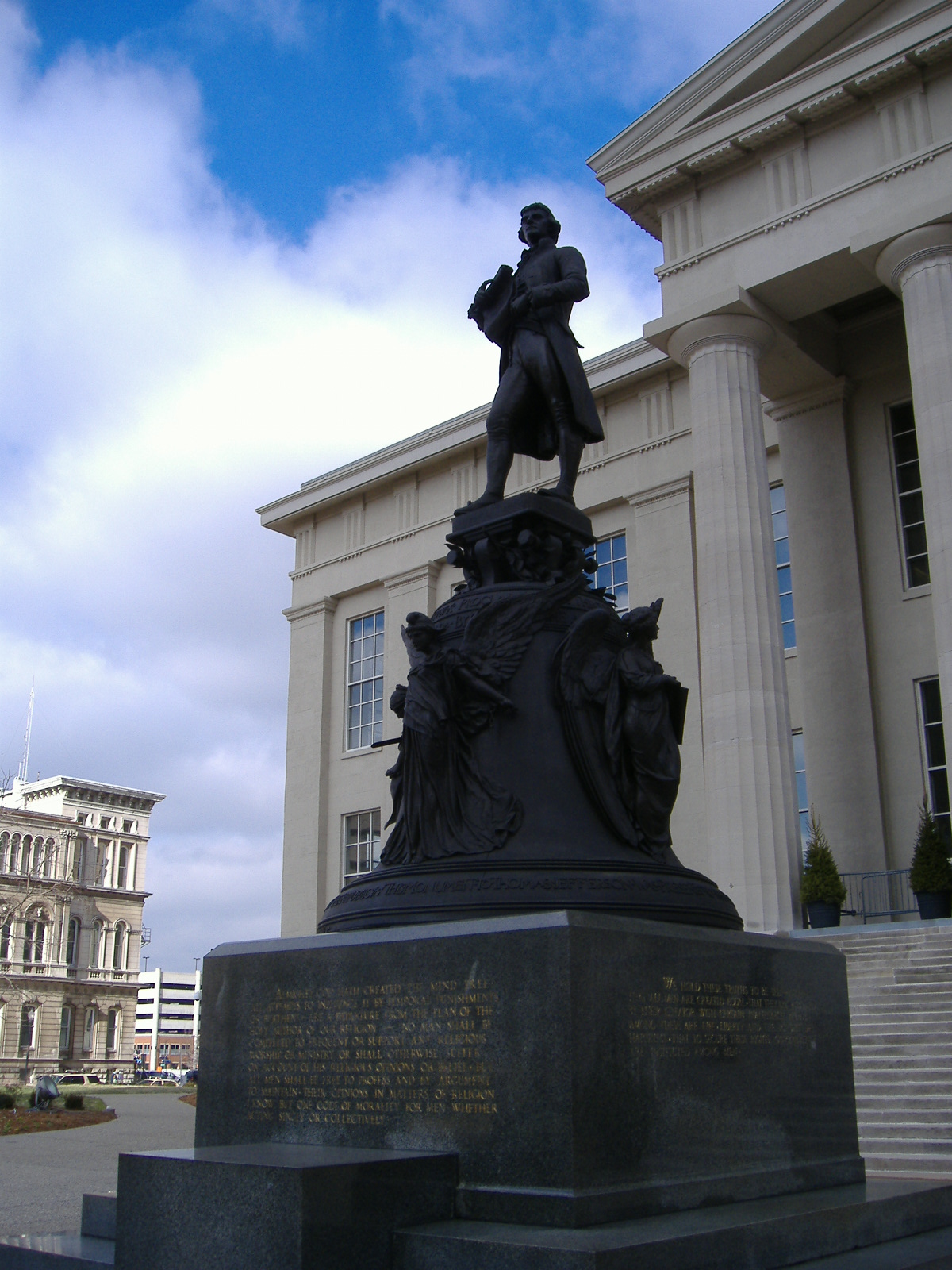
Statue de Thomas Jefferson